# ムボンベラ
ムボンベラ（Mbombela）は、南アフリカ共和国ムプマランガ州エシャンゼニ郡にある都市（B自治体）、同州の州都である。中心地はネルスプロイト。